# Черемошёнское сельское поселение
Черемошёнское се́льское поселе́ние — муниципальное образование в Мценском районе Орловской области Российской Федерации.
Административный центр — село Черемошны.

## История
Статус и границы сельского поселения установлены Законом Орловской области от 25 октября 2004 года № 434-ОЗ «О статусе, границах и административных центрах муниципальных образований на территории Мценского района Орловской области»

## Население
| 2010 | 2012 | 2013 | 2014 | 2015 | 2016 | 2017 |
| ---- | ---- | ---- | ---- | ---- | ---- | ---- |
| 648  | ↗662 | ↗685 | ↗711 | ↘703 | ↘694 | ↘690 |
| 2018 | 2019 | 2020 | 2021 | 2023 |      |      |
| →690 | ↘679 | ↘678 | ↘631 | ↘604 |      |      |

## Состав сельского поселения
| №  | Населённый пункт | Тип населённого пункта       | Население |
| -- | ---------------- | ---------------------------- | --------- |
| 1  | Журавинка        | деревня                      | 14        |
| 2  | Золотухино       | деревня                      | 12        |
| 3  | Королёвка        | деревня                      | 18        |
| 4  | Круглик          | посёлок                      | 27        |
| 5  | Петровское       | деревня                      | 13        |
| 6  | Садовая          | деревня                      | 19        |
| 7  | Самохин Луг      | деревня                      | 5         |
| 8  | Севрюково        | деревня                      | 19        |
| 9  | Студимля         | деревня                      | 7         |
| 10 | Хабаровка        | деревня                      | 25        |
| 11 | Черемошны        | село, административный центр | ↗489      |